# Gregory A. Boyd

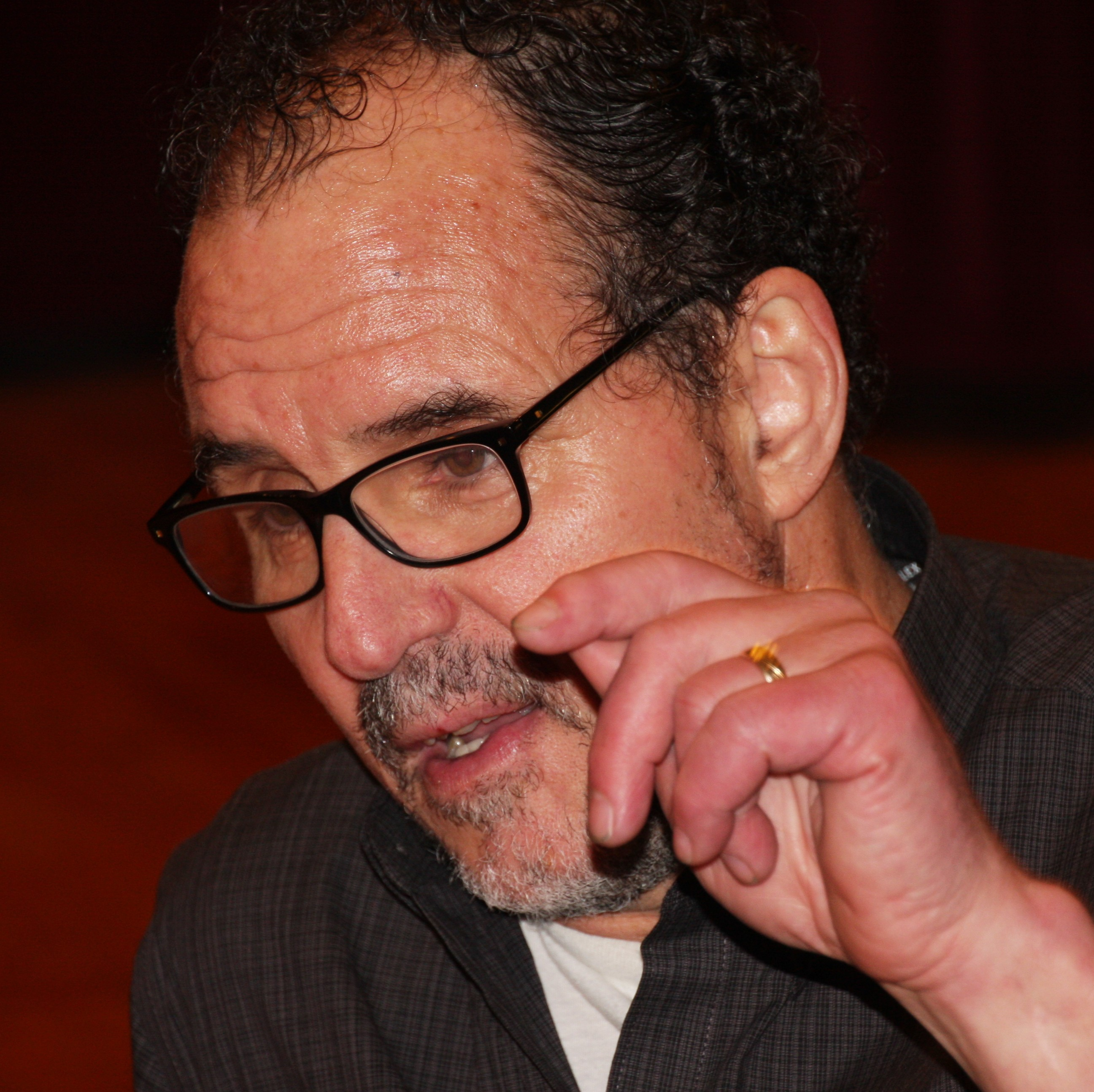
Greg Boyd

Gregory A. "Greg" Boyd, född 2 juni 1957, är en amerikansk teolog, pastor och författare. Han är en känd försvarare av kristendomen som har skrivit eller medförfattat flera böcker.
En av hans böcker är Brev från en skeptiker som är en brevväxling som han hade med sin far, Edward Boyd, och som ledde till att fadern blev kristen.